# ジェフリー・モク
ジェフリー・モク（莫宇樺、Jeffrey Mok、1990年11月1日 - ）は、香港生まれの男性タレント。身長182cm、体重140lb、てんびん座。スターJ&スナッズ・エンターテインメント・グループ所属。

## 参加のテレビドラマ
- 尖子攻略

## 参加のCM
- TVB8チャンネル宣伝広告（テレビ広告）
- 蒙牛乳酸（一般広告）